# Nicolai Geertsen
Nicolai Kornum Geertsen (19 giugno 1991) è un calciatore danese, difensore del Fredensborg BI.

## Carriera
Cresciuto nelle giovanili del Lyngby, è successivamente entrato a far parte di quelle del Brøndby. Nel 2010 è passato al Søllerød-Vedbæk, in 2. Division. Nell'estate 2013 si è trasferito all'HB Køge, per cui ha esordito in 1. Division in data 9 settembre: ha sostituito Thobias Skovgaard nella sconfitta per 2-1 subita sul campo dell'Hobro.
L'11 luglio 2014 è stato ingaggiato dai norvegesi dell'Egersund, con il trasferimento che sarebbe stato ratificato a partire dal 1º agosto. Ha esordito in 2. divisjon il 2 agosto, schierato titolare nella vittoria per 1-2 arrivata sul campo del Florø. Il 30 agosto ha siglato la prima rete in squadra, nel pareggio per 1-1 in casa del Vidar.
Il 19 dicembre 2014 è stato reso noto il suo passaggio al Sandnes Ulf, a partire dal 1º gennaio 2015, a cui si è legato con un contratto annuale. Ha debuttato in 1. divisjon il 12 aprile, schierato titolare nel pareggio per 1-1 arrivato sul campo del Ranheim. Il 25 ottobre ha siglato il primo gol, nella sconfitta per 2-1 maturata sul campo del Sogndal.
Svincolato dopo un triennio al Sandnes Ulf, ha rifiutato un prolungamento del contratto per tornare in Danimarca. Ha sostenuto un provino al Nykøbing, ma le parti non hanno raggiunto un accordo per il contratto, poiché il giocatore giudicava la città troppo lontana da Copenaghen. A marzo 2018 ha quindi trovato un accordo con l'Hillerød, in 2. Division.
Nell'estate 2018 ha fatto ritorno al Lyngby, in 1. Division. Il 29 luglio ha quindi esordito con questa maglia, schierato titolare nel pareggio per 1-1 contro lo Hvidovre. Il 7 ottobre ha siglato la prima rete, contribuendo alla vittoria per 1-2 arrivata sul campo del Silkeborg. Il 9 gennaio 2019 ha prolungato il contratto che lo legava al Lyngby fino al 30 giugno 2021. Al termine di quella stessa stagione, il Lyngby ha centrato la promozione in Superligaen.
Il 14 luglio 2019 ha pertanto debuttato nella massima divisione locale, impiegato da titolare nel 2-0 inflitto all'Aalborg. Il 25 agosto successivo ha siglato la prima rete in Superligaen, nella vittoria per 2-0 sul Randers.
Il 22 gennaio 2021, Geertsen è passato all'Helsingør.

## Statistiche

### Presenze e reti nei club
Statistiche aggiornate al 22 gennaio 2021.
| Stagione               | Squadra                | Campionato             | Campionato | Campionato | Coppe nazionali | Coppe nazionali | Coppe nazionali | Coppe continentali | Coppe continentali | Coppe continentali | Altre coppe | Altre coppe | Altre coppe | Totale | Totale | Totale |
| Stagione               | Squadra                | Comp                   | Pres       | Reti       | Comp            | Pres            | Reti            | Comp               | Pres               | Reti               | Comp        | Pres        | Reti        | Pres   | Reti   |        |
| ---------------------- | ---------------------- | ---------------------- | ---------- | ---------- | --------------- | --------------- | --------------- | ------------------ | ------------------ | ------------------ | ----------- | ----------- | ----------- | ------ | ------ | ------ |
| 2010-2011              | Søllerød-Vedbæk        | 2D                     | ?          | ?          | CD              | ?               | ?               | -                  | -                  | -                  | -           | -           | -           | ?      | ?      |        |
| 2011-2012              | Søllerød-Vedbæk        | 2D                     | ?          | ?          | CD              | ?               | ?               | -                  | -                  | -                  | -           | -           | -           | ?      | ?      |        |
| 2012-2013              | Søllerød-Vedbæk        | 2D                     | ?          | ?          | CD              | ?               | ?               | -                  | -                  | -                  | -           | -           | -           | ?      | ?      |        |
| Totale Søllerød-Vedbæk | Totale Søllerød-Vedbæk | Totale Søllerød-Vedbæk | ?          | ?          |                 | ?               | ?               |                    | -                  | -                  |             | -           | -           | ?      | ?      |        |
| 2013-2014              | HB Køge                | 1D                     | 17         | 0          | CD              | 2               | 1               | -                  | -                  | -                  | -           | -           | -           | 19     | 1      |        |
| ago.-dic. 2014         | Egersund               | 2D                     | 11         | 1          | CN              | -               | -               | -                  | -                  | -                  | -           | -           | -           | 11     | 1      |        |
| 2015                   | Sandnes Ulf            | 1D                     | 23         | 2          | CN              | 1               | 0               | -                  | -                  | -                  | -           | -           | -           | 24     | 2      |        |
| 2016                   | Sandnes Ulf            | 1D                     | 28+1       | 2+0        | CN              | 4               | 0               | -                  | -                  | -                  | -           | -           | -           | 33     | 2      |        |
| 2017                   | Sandnes Ulf            | 1D                     | 28+1       | 0          | CN              | 2               | 1               | -                  | -                  | -                  | -           | -           | -           | 31     | 1      |        |
| Totale Sandnes Ulf     | Totale Sandnes Ulf     | Totale Sandnes Ulf     | 79+2       | 4+0        |                 | 7               | 1               |                    | -                  | -                  |             | -           | -           | 88     | 5      |        |
| mar.-giu. 2018         | Hillerød               | 2D                     | 13         | 8          | CD              | -               | -               | -                  | -                  | -                  | -           | -           | -           | 13     | 8      |        |
| 2018-2019              | Lyngby                 | 1D                     | 14+2       | 3+0        | CD              | 1               | 0               | -                  | -                  | -                  | -           | -           | -           | 17     | 3      |        |
| 2019-2020              | Lyngby                 | SL                     | 30         | 2          | CD              | 1               | 0               | -                  | -                  | -                  | -           | -           | -           | 31     | 2      |        |
| 2020-gen. 2021         | Lyngby                 | SL                     | 12         | 1          | CD              | 2               | 1               | -                  | -                  | -                  | -           | -           | -           | 14     | 2      |        |
| Totale Lyngby          | Totale Lyngby          | Totale Lyngby          | 56+2       | 6+0        |                 | 4               | 1               |                    | -                  | -                  |             | -           | -           | 62     | 7      |        |
| gen.-giu. 2021         | Helsingør              | 1D                     | 0          | 0          | CD              | -               | -               | -                  | -                  | -                  | -           | -           | -           | 0      | 0      |        |
| Totale carriera        | Totale carriera        | Totale carriera        | 176+4+     | 20+0+      |                 | 13+             | 3+              |                    | -                  | -                  |             | -           | -           | 193+   | 22+    |        |